# Оравски-Подзамок (район Дольни-Кубин)
О́равски-По́дзамок (словац. Oravský Podzámok) — деревня в районе Долны-Кубин Жилинского края Словакии. Расположена в исторической области Орава на Оравской возвышенности на севере республики на правом берегу р. Орава в 11 км от г. Дольни-Кубин и около 35 км от границы с Польшей.
Над городом возвышается средневековый замок — Оравский град. Здесь были сняты многие сцены из раннего фильма о Дракуле — «Носферату: Симфония ужаса». .
Население — 1 307 жителей (на 31.12.2013).

## История
Местность вместе с замком всегда была важным административным центром всего региона Орава.
Первое письменное упоминание о деревне относится к 1559 году, хотя она могла существовать сразу же после сооружения замка в XIII веке.

## Население
| Год:                | 1994 | 2004    | 2014    | 2024    |
| ------------------- | ---- | ------- | ------- | ------- |
| Количество человек: | 1275 | 1319    | 1318    | 1354    |
| Разница:            |      | +3,45 % | −0,07 % | +2,73 % |

## Персоналии
- Гвездослав, Павол Орсаг (1849—1921) — словацкий поэт.
- Трановский, Юрай (1592—1637) — лютеранский пастор, словацкий поэт, переводчик и композитор.

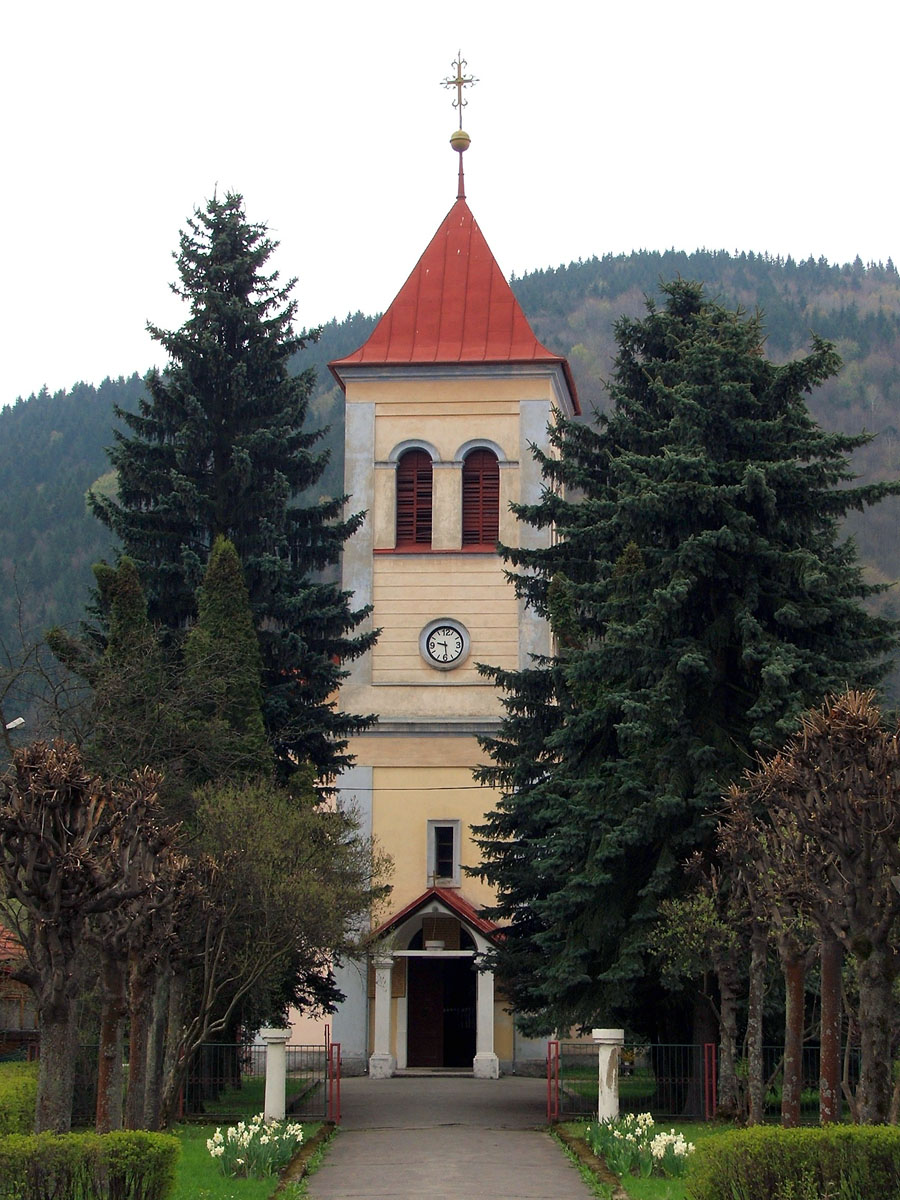
Костёл
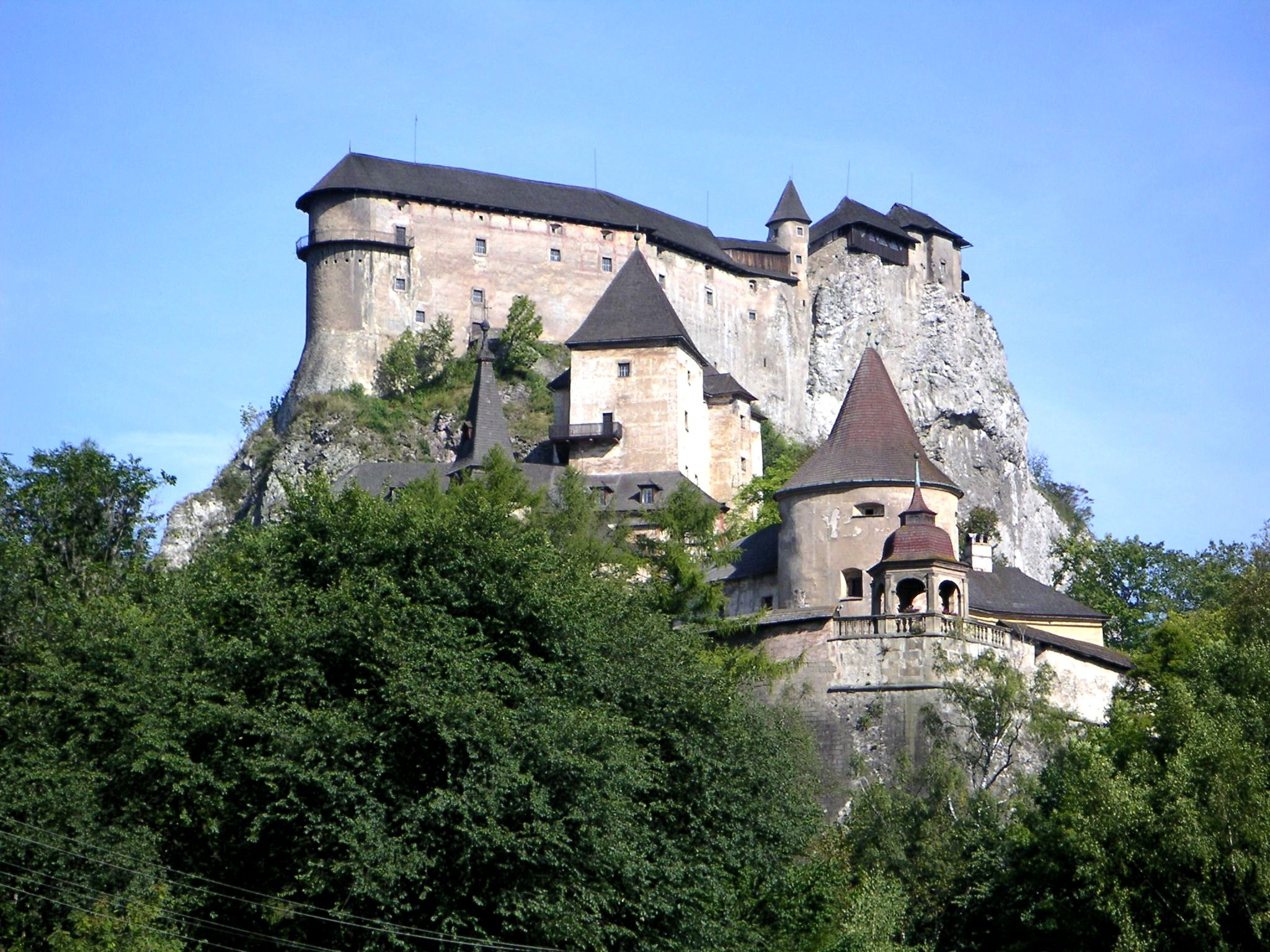
Замок Оравский град
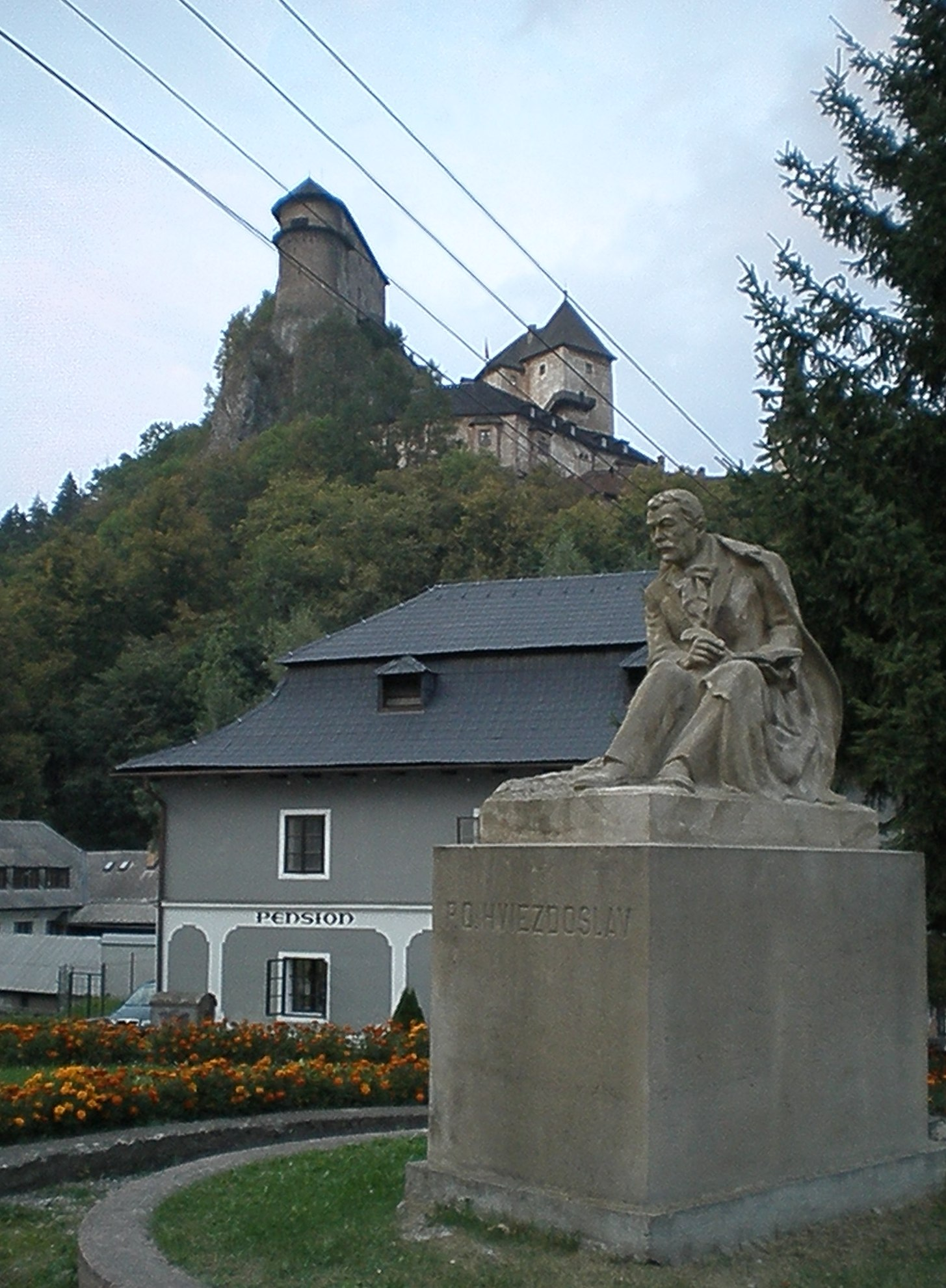
Памятник П. О. Гвездославу на фоне замка в Оравски Подзамок